# Terzo concerto per orchestra (Petrassi)
La Recréation concertante (Terzo Concerto) per orchestra è una composizione di Goffredo Petrassi scritta nel 1952-53

## Storia
In un suo scritto, Roman Vlad ha osservato come nella storia della musica vi siano compositori nella cui produzione è possibile stabilire un rapporto di complementarità tra i significati emotivi e immaginifici, nel senso che mentre si intuisce in certe loro opere che la relazione tra la soggettiva esperienza interiore e l’oggettivata realtà espressiva è diretta, immediata (è il caso delle opere liriche), in altre per contro detta relazione si attua in virtù di un processo di immedesimazione con i personaggi e le vicende sceniche (nascerebbero così le opere drammatiche). 
Occorre specificare, peraltro, che i termini «lirico» e «drammatico» non vanno intesi in relazione con le qualità espressive delle musiche in sé, bensì nell’accezione del filosofo francese Henri Bergson, vale a dire con riferimento alla modalità con cui le opere d’arte si costituiscono nella fantasia e nella coscienza creativa dell’artista. Il massimo rappresentante tra i compositori a un tempo lirici e drammatici nel senso sopra specificato fu Wolfgang Amadeus Mozart; nella stessa categoria Roman Vlad include anche Goffredo Petrassi (con l’eccezione di alcune sue opere), aggiungendo che con ciò non intende affatto stabilire un paragone qualitativo tra il sommo compositore austriaco ed il maestro romano. L’accostamento si riferisce unicamente ad una situazione analoga su un piano astratto, ma capace di concretarsi nei modi più svariati e contrastanti. Effettivamente, buona parte dell’attività creatrice di Petrassi è contrassegnata da opere (o, meglio, gruppi di opere) che si contrappongono in rapporti complementari nel senso sopra accennato.
Così, le opere petrassiane degli anni 1930 (Partita e Primo concerto per orchestra) sembravano indicare come attributi maggiormente rilevanti del mondo espressivo del compositore una primigenia vitalità dinamica che, malgrado una forte tensione drammatica, conservava un senso di gioconda festosità che toglieva qualsiasi segno di sofferenza. 
Negli anni cinquanta, come conseguenza della mutata situazione creativa (dalla quale vengono alla luce opere quali La follia di Orlando, Il cordovano e Morte nell’aria), si verificano mutamenti nello stile di Petrassi rispetto a quello che aveva caratterizzato il primo periodo della sua attività creatrice. Tra le opere maggiormente significative in cui si manifesta il nuovo stile del maestro figura la Recréation concertante per orchestra, ovvero il terzo della nutrita serie di concerti orchestrali. Composto tra il 1952-53 su richiesta della Radio Sud-occidentale di Baden-Baden, il Terzo concerto fu eseguito per la prima volta in Francia il 23 luglio 1953 nel quadro del Festival di Aix-en-Provence, sotto la direzione di Hans Rosbaud. In Italia, la prima esecuzione ebbe luogo nell’autunno dello stesso anno, in occasione del Festival della Biennale di Venezia, diretta da Mario Rossi.

## Struttura della composizione
Il Terzo concerto si caratterizza, rispetto ai due precedenti, per la presenza di alcuni elementi costruttivi nuovi, come l’uso di una sorta di serialità che, tuttavia, rimane distante da quella della scuola di Vienna in quanto non fa che privilegiare alcuni intervalli (come quello di terza); si avverte, inoltre, un’ancora più marcata assenza di esplicito tematismo e di ripetizioni, attuata mediante la frammentazione «concertante» dell’orchestra, in cui i legni hanno assegnato un ruolo prioritario. 
Sulla partitura Petrassi ha apposto in testa il titolo grande di Recréation concertante e sotto, in piccolo, ha aggiunto l’indicazione «III Concerto per orchestra». Massimo Mila osserva che Petrassi mai ha dato spiegazione di questa scelta, che costituisce un’eccezione rispetto agli altri Concerti, lasciando in tal modo agli studiosi il dubbio se essa rispondesse alla consapevolezza di aver composto qualcosa di ben diverso rispetto ai precedenti, oppure se alludesse al carattere sereno e giocoso del lavoro. Giacomo Manzoni avanza un’ipotesi a favore della seconda spiegazione, notando che il contenuto espressivo del Concerto rifugge dalla ricerca di violenti e drammatici contrasti, rivelandosi all’ascolto «un divertimento sereno, privo di severi obblighi formali, scritto nel carattere di una libera improvvisazione, dove i singoli strumenti vengono valorizzati in contrasto col tutti orchestrale che spezza di quando in quando l’andamento cameristico del lavoro». 
Come e più del precedente Secondo concerto, il Terzo tiene saldati insieme quattro movimenti in un tutto continuo senza interruzioni ed una concatenazione molto serrata.
L’inizio in tempo Allegro sostenuto ed energico ha il carattere di un’introduzione solenne che, dopo una specie di fanfara, prosegue con l’enunciazione di una serie da parte dei violini. Non si tratta di dodici note separate e distinte, bensì di ventinove raggruppate in quartine di semicrome, di cui alcune sono ripetute più volte. La ripetizione di certe note della serie (sei volte per la seconda, tre volte per la quinta, l’ottava e l’undicesima, quattro volte per la settima e la decima) fa in modo che queste rimangano privilegiate rispetto alle altre (prima, terza, quarta, sesta, nona e dodicesima) suonate una volta sola. Assai più della successione di note contano gli intervalli che le separano, in particolare quello di terza minore che ricorre quattro volte (tra le note 1-2, 4-5, 5-6, 7-8) . Boris Porena osserva che «il concetto di tema ha perso pressoché ogni rilevanza in Petrassi non meno che nei compositori di osservanza seriale» e aggiunge che l’universo pancromatico si presentava a Petrassi come «l’unico totalmente disponibile a una tecnica strutturale … Non la dodecafonia come tale interessa il musicista, bensì lo spazio sonoro che ne costituisce il presupposto». 
Immediatamente dopo l’enunciazione della serie, che continua ad essere sottoposta a evoluzioni e trasformazioni (con il rovescio ed il retrogrado) da parte degli archi, questa riappare nei fagotti nella sua forma più semplice (12 note singole, non ripetute) come una frase discendente in staccato. Dopo alcuni interventi dell’oboe e della tromba, è il primo fagotto che procede nella esposizione di figurazioni ricurve in cui si afferma di continuo l’intervallo di terza. Esso viene talvolta sostenuto dal secondo fagotto e talora rilevato per brevi momenti dall’oboe, dal clarinetto e dal trombone. Nel corso dell’Allegro spiritoso le figurazioni degli archi e quelle dei fagotti cercano di soppiantarsi a vicenda, ma poi le percussioni danno inizio a un breve episodio Un poco più tranquillo nel quale gli altri legni (oboi, clarinetti e flauti) riescono a competere per un poco con la fluviale eloquenza dei fagotti, enunciando la serie a ritroso in note singole, staccate. Ma presto i violini danno avvio a una ripresa dell’Allegro spiritoso, con il rovescio della serie in quartine di semicrome volanti a note ribattute. Il dualismo tra archi e fagotti pare ristabilirsi, ma dopo un momento di esitazione si ode di nuovo la fanfara introduttiva dell’Allegro sostenuto iniziale. Le rapide quartine di semicrome ribattute di violini e viole ripetono continuamente il consueto intervallo di terza sopra le sonorità della percussione, ma poi le quartine dei violini si riuniscono in accordi uniformemente ribattuti, pianissimo, come per sostenere le momentanee energiche entrate di ottoni e tamburi. Presto, i fagotti riprendono il loro motivo a giravolte, concorrendo successivamente a dar luogo a un episodio di note staccate, dapprima sulle quartine di accordi ribattuti dei violini, poi rimpiazzate da terzine di flauti e corni. Si ha l’impressione che debba avere inizio un lungo arco di melodia, e invece il discorso si spegne cedendo il passo al successivo movimento Molto moderato. 
Il panorama musicale cambia, con una molto minore presenza seriale a favore di figurazioni liberamente espressive basate su ferrei pilastri tonali. Flauti, clarinetti e fagotti, punteggiati da tamburo e piatto sospeso, danno vita a un episodio in si minore nel quale si inserisce il corno inglese che in questo movimento assume un’importanza simile a quella dei fagotti nel precedente tempo Allegro sostenuto. I primi violini a loro volta rispondono con una frase discendente di biscrome, interrotta da sincopi, che poi ascende con un balzo percorrendo le prime nove note della serie, mentre il corno inglese riprende il discorso spendendone ancora altre due.
In tempo Quasi andantino, il corno inglese introduce una lunga cantilena di «meditazioni melismatiche e liberamente rapsodizzanti», nella quale si rinvengono tracce della serie, ma alquanto diluite; con i suoi ampi intervalli e l’andamento tranquillo, il canto del corno inglese si alterna al fraseggio degli archi o dell’ottavino, sopra un sostegno continuo della percussione o degli ottoni in note ribattute. È soprattutto il violoncello ad annunciare gruppi di 8 o anche 11 note della serie con varie permutazioni, mentre il motivo cantabile del corno inglese si comunica ad archi e flauti, oltre che ai violini che lo innalzano privandolo del caratteristico timbro del legno ad ancia doppia. Malgrado gli archi suonino con la sordina, il motivo che eseguono prevale decisamente sulla prima apparizione del tema di Noche oscura affidato a trombe e tromboni.
I corni riaffermano l’insistenza sull’intervallo di terza, poi tocca ai flauti esporre una vivace figura arabescata di semicrome, conclusa dalla figura concitata e sincopata di biscrome precedentemente introdotta dai violini. Per un momento si odono i timpani che suonano fortissimo, ma che successivamente riducono le loro sonorità ad un sommesso brontolio su cui il secondo movimento si spegne in note lunghe e tenute di legni e viole.
Nel terzo tempo Vigoroso e ritmico, i flauti enunciano una serie di 9 note ed i fagotti una di 8 note, mentre l’intervallo di terza la fa da padrone negli archi ed i corni, poi nei clarinetti ed in una quartina di semicrome ad opera di trombe e fagotti. Gli archi espongono una serie di 9 note, che dà luogo a quattro intervalli di terza, maggiori e minori, ascendenti e discendenti. Un ostinato sull’intervallo di terza si ha nell’episodio in tempo Vigoroso, nel quale le sonorità dell’orchestra acquistano una forza particolare dovuta al fatto che il primo violino solo, il secondo violino solo, la prima viola sola e il violoncello solo si distaccano dai rispettivi colleghi di fila, concertando con essi. 
Quartine di semicrome degli archi ripetono a due a due intervalli di terza che si estendono su tronconi di serie di dieci note; poi gli archi eseguono una figura ripetitiva e circolare come un accompagnamento ostinato, benché all’acuto. I violini solisti si arrampicano fino ad un culmine vertiginoso (un do della quinta ottava) ripetuto per cinquanta volte. 
Della figura accompagnante di tre note si appropriano i fagotti (in rivolto ascendente) e i clarinetti (in rivolto discendente); il ritmo è di 3/4 e malgrado si tratti di una figura tutta accentata e controtempo, ha la funzione per Massimo Mila di stabilire uno spazio sonoro d’accompagnamento rotatorio, sul quale i violini divisi fanno emergere un ritmo di valzer fatto di trilli per note doppie.
Un breve crescendo dei timpani conduce a un episodio in cui si alternano ripetutamente battute di Furioso e di Calmo. La percussione assume un ruolo importante, con l’intervento accanto ai timpani di tamburi, block, grancassa e piatto sospeso. Il tempo passa da Comodo a Più calmo e la sonorità si fa più densa su note lunghe e amalgamate di clarinetti e corni o si frammenta nei brevi interventi in pizzicato dei violini. Il terzo tempo confluisce direttamente nell’Adagio moderato finale.
Boris Porena nota come Petrassi non sia strettamente legato all’uso della tecnica seriale e non esiti a metterla da parte per utilizzare materiale di altra provenienza, in questo caso il tetracordo tratto da Noche oscura, già apparso ad opera degli ottoni nel corso del secondo tempo. 
Nell’Adagio moderato, il tetracordo viene piegato dai violoncelli in vari atteggiamenti melodici, e successivamente passa al primo corno, nella forma autentica ma in valori più lunghi. Ad esso risponde un tema meditativo e lirico dei violini, una calma discesa di tre note che ascende altissimo, «espressivo ma senza vibrar troppo». 
Si entra in una zona di «stasi lirica», osserva Massimo Mila, con il motivo lirico di tre e tre note discendenti ma portate sempre più in alto che si combina con il tetracordo, di cui si appropriano i legni (corno inglese, oboi) in un primo momento, poi i violini divisi e le viole, poi per ultimi i violoncelli.
In tempo Allegretto sereno, i fagotti espongono con i clarinetti un motivo tutto in staccato e leggero. Gli archi, a loro volta, si producono in una assai rapida scivolata ascendente. Dopo un secco colpo di frusta e un rintocco del tamburo, fa la sua apparizione un divertimento sulla terza cui prende parte l’intera orchestra. Una figura energica discendente dei violini, poi condotta da viole e violoncelli, sembra riportare l’atmosfera di concitazione drammatica del secondo tempo. Sempre leggero e staccato, l’episodio vede l’intervento delle percussioni (tamburo, timpani e poi piatto sospeso); l’intervallo viene ancora ripetutamente affermato dagli archi, mentre il calmo motivo lirico discendente passa dai legni (oboi, corno inglese, flauti) agli archi. Il quarto movimento pare estinguersi nei violini divisi e nelle lunghe note ritenute di corni e trombe quasi al limite della percettibilità dell’udito, quando improvvisamente l’intera orchestra, con un colpo di timpani e uno di piatti, espone ripetutamente un accordo Sostenuto che parrebbe suggerire un’ipotesi tonale sulle note la-mi, immediatamente smentita dalle note estranee di violoncelli e timpani.

## Discografia parziale
- Netherlands Radio Symphony Orchestra, Arturo Tamayo (Stradivarius)
- Nuremberg Symphony Orchestra, Hanspeter Gmür (EMG Classical)
- Philharmonia Hungarica, Zoltán Peskó (Warner Fonit)
- Orchestra della Toscana, Daniele Rustioni (Sony)